# Ivan Aleksandrovič Il'in
Ivan Aleksandrovič Il'in (o Ilyin) (in russo Иван Александрович Ильин?; Mosca, 9 aprile 1883 – Zollikon, 21 dicembre 1954) è stato un filosofo russo.
Fu un sostenitore dell'Armata Bianca durante la guerra civile russa, rimanendo anche al termine del conflitto molto critico nei confronti del governo comunista in Unione Sovietica. Antisovietico e anticomunista, fu un esponente della tradizione del pensiero religioso russo influenzato dall'idealismo tedesco. Espulso dal paese da Lenin nel 1922, dovette riparare in Germania e poi in Svizzera, dove morì.

## I suoi primi anni
Ivan Il'in nacque a Mosca in una famiglia aristocratica che rivendicava l'ascendenza dei Rjurikidi. Suo padre, Alexander Ivanovich Il'in, era nato e cresciuto nel Gran Palazzo del Cremlino, poiché il nonno di Il'in aveva servito come comandante del Palazzo. Il padrino di Alexander Il'in era stato l'imperatore Alessandro III di Russia. La madre di Ivan Il'in, Caroline Louise nata Schweikert von Stadion, era una russo-tedesca di confessione luterana, il cui padre, Julius Schweikert von Stadion, era stato un consigliere collegiale della Tavola dei Ranghi. Lei si convertì all'ortodossia russa, prese il nome di Yekaterina Yulyevna e sposò Alexander Il'in nel 1880.
Ivan Il'in crebbe nel centro di Mosca, non lontano dal Cremlino, in via Naryshkin. Nel 1901 entrò nella facoltà di legge dell'Università Statale di Mosca. Il'in disapprovò in senso generale la Rivoluzione russa del 1905 e non partecipò attivamente ad azioni politiche studentesche. Mentre era studente, Il'in si interessò alla filosofia sotto l'influenza del professor Pavel Novgorodtsev (1866–1924), filosofo cristiano della giurisprudenza e liberale politico. Nel 1906 Il'in si laureò in legge, e dal 1909 iniziò a lavorarvi come studioso.

## Prima della rivoluzione
Nel 1911, Il'in si trasferì per un anno in Europa occidentale a lavorare alla sua tesi: "Crisi della filosofia razionalista in Germania nel XIX secolo". Poi tornò a lavorare all'università e tenne una serie di lezioni chiamate "Introduzione alla filosofia del diritto". Novgorodtsev offrì a Il'in di tenere lezioni sulla teoria del diritto generale all'Istituto Commerciale di Mosca. In totale, teneva lezioni in varie scuole per 17 ore alla settimana.
A quel tempo, Il'in studiò la filosofia di Hegel, in particolare la sua filosofia dello Stato e del Diritto. Considerava questo lavoro non solo come uno studio di Hegel ma anche come una preparazione per la propria stesura di una teoria del diritto. La sua tesi su Hegel fu terminata nel 1916 e pubblicata nel 1918.
Nel 1914, allo scoppio della prima guerra mondiale, il principe professor Evgenij Nikolaevič Trubeckoj  organizzò una serie di conferenze pubbliche dedicate all’ "ideologia della guerra". Il'in vi contribuì con diverse conferenze, la prima delle quali fu chiamata "Il senso spirituale della guerra". Era un deciso oppositore di qualsiasi guerra in generale, ma credeva che poiché la Russia era già coinvolta nella guerra, il dovere di ogni russo fosse quello di sostenere il suo Paese. La posizione di Il'in si distaccò da quella di molti giuristi russi, che denigravano allo stesso modo la Germania e la Russia zarista.

## La rivoluzione e l'esilio

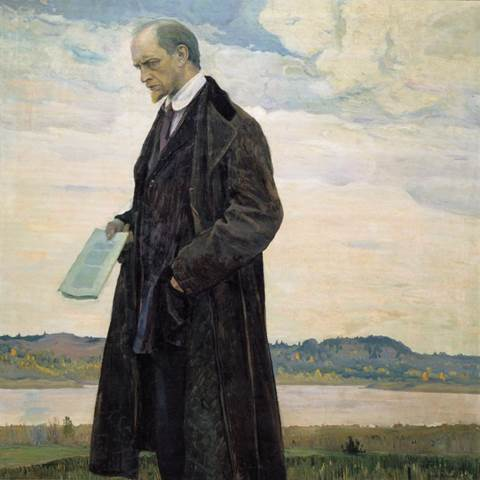
Ilyin in 1921, by Mikhail Nesterov

All'inizio, Il'in percepì la Rivoluzione di febbraio come la liberazione del popolo. Al pari di molti altri intellettuali, in linea di massima la approvò. Tuttavia, a Rivoluzione d'ottobre terminata, seguì la delusione. Alla Seconda Conferenza delle figure pubbliche di Mosca disse: "La rivoluzione si è trasformata in un saccheggio egoistico dello Stato".
Più tardi, definì la rivoluzione come la più terribile catastrofe nella storia della Russia ed il collasso dell'intera nazione. Tuttavia, a differenza di molti aderenti al vecchio regime, Il'in non emigrò immediatamente. Nel 1918, Il'in divenne professore di diritto all'Università di Mosca e pubblicò la sua tesi di laurea su Hegel.
Dopo l'aprile 1918, Il'in venne imprigionato più volte per presunta attività anticomunista. Anche il suo insegnante Novgorodtsev fu imprigionato per breve tempo. Nel 1922 fu infine espulso, sulla cosiddetta "nave dei filosofi", con circa 160 intellettuali di spicco.

## L'emigrazione
Dal 1922 al 1938 visse a Berlino. Avendo una madre tedesca, padroneggiava sia il tedesco che il russo. Tra il 1923 e il 1934, Il'in lavorò come professore dell'Istituto Scientifico Russo a Berlino. Gli venne offerta la cattedra nella facoltà russa di diritto a Praga sotto il suo maestro Pavel Novgorodtsev, ma rifiutò.
Divenne il principale ideologo del Movimento Bianco russo tra gli emigrati dalla Russia. Tra il 1927 e il 1930 fu editore e direttore della rivista in lingua russa Russkiy Kolokol, La campana russa). Tenne conferenze in Germania ed in altri Paesi europei. Nel 1938 con l'aiuto finanziario del compositore Sergei Rachmaninoff, fu in grado di lasciare la Germania e continuare il suo lavoro a Ginevra, Svizzera. Morì a Zollikon presso Zurigo  il 21 dicembre 1954.

## Opere di Il'in sulla Russia
In esilio, Ivan Il’in sostenne che la Russia non dovesse essere giudicata per quanto rappresentava in quel momento ciò che lui chiamava il pericolo comunista, ma guardava ad un futuro in cui si sarebbe liberata con l'aiuto del fascismo cristiano. A partire dalla sua tesi del 1918 sulla filosofia di Hegel, fu autore di molti libri su argomenti politici, sociali e spirituali relativi alla missione storica della Russia. Uno dei temi su cui lavorò fu la domanda: cosa ha infine portato la Russia alla tragedia della rivoluzione? A tale domanda rispose che il motivo era "il debole, danneggiato rispetto di sé" dei russi, da cui discesero sfiducia e sospetto reciproci tra lo Stato ed il popolo.
Le autorità e la nobiltà abusavano costantemente del loro potere, incrinando l'unità del popolo. Il’in pensava che qualsiasi Stato dovesse essere costituito come una società della quale ogni cittadino è membro con determinati diritti e doveri. Pertanto Il’in riconosceva la disuguaglianza delle persone come uno stato di cose necessario in qualsiasi Paese; ma ciò significava che le classi superiori istruite avevano uno speciale dovere di guida spirituale nei confronti delle classi inferiori non istruite. E questo in Russia non accadde.
L'altro punto era l'atteggiamento sbagliato della gente comune in Russia nei confronti della proprietà privata. Il’in scrisse che molti russi credevano che la proprietà privata e i grandi possedimenti fossero conquistati non attraverso il duro lavoro, ma attraverso il potere e la cattiva amministrazione dei funzionari. In tal modo la proprietà era associata ad un comportamento disonesto.
Nel suo articolo del 1949, Il'in si oppose sia al totalitarismo che alla democrazia "formale" a favore di una "terza via" per la costruzione di uno stato in Russia:
(Il’in, 1949)
Per Il’in, qualsiasi discorso a favore di un’Ucraina separata dalla Russia rendeva una persona un nemico mortale della Federazione. Egli contestava l’idea che un individuo potesse scegliere la propria nazionalità più di quanto le cellule possano decidere a quale parte del corpo appartenere.

### Il concetto di coscienza del diritto
Avendo i fattori analizzati portato all'egalitarismo e alla rivoluzione d'ottobre, secondo Il'in la via alternativa della Russia era quella di sviluppare la doverosa "coscienza della legge" di un individuo basata sulla moralità e la religiosità. Il'in sviluppò il suo concetto di "coscienza del diritto" per oltre 20 anni, fino alla sua morte. La intendeva come una corretta comprensione della legge da parte di un individuo comportandone di conseguenza l'obbedienza alla legge.
Durante la sua vita si rifiutò di pubblicare la sua opera principale Sull'essenza della coscienza della legge e continuò a riscriverla. Considerava la coscienza del diritto come essenziale per l'esistenza stessa del diritto. Senza un'adeguata comprensione del diritto e della giustizia, il diritto non sarebbe stato in grado di esistere.

### Atteggiamento verso la monarchia
Un'altra grande opera di Il'in, Su Monarchia e Repubblica, non fu terminata. Aveva progettato di scrivere un libro sull'essenza della monarchia nel mondo moderno e le sue differenze dalla repubblica. L’opera doveva consistere di dodici capitoli, ma Il’in morì dopo aver scritto l’introduzione e i primi sette. Il'in sostenne che la differenza principale non risiedeva negli aspetti giuridici, bensì nella coscienza del diritto da parte della gente comune. Secondo Il'in, queste erano le principali distinzioni:
- nella monarchia la coscienza del diritto tende a unire il popolo all'interno dello stato, mentre in una repubblica la coscienza del diritto tende a trascurare il ruolo dello stato per la società;
- la coscienza monarchica del diritto tende a percepire lo stato come una famiglia e il monarca come un pater familias, mentre la coscienza repubblicana del diritto nega questo concetto. Poiché la coscienza repubblicana del diritto elogia la libertà individuale nello stato repubblicano, la gente non riconosce il popolo dello stato come una famiglia;
- la coscienza monarchica del diritto è molto conservatrice ed incline a mantenere le tradizioni mentre la coscienza repubblicana del diritto è sempre desiderosa di rapidi cambiamenti.

Il’in era un monarchico. Credeva che la coscienza monarchica del diritto corrispondesse a valori come la pietà religiosa e la famiglia. Il suo sovrano ideale era un servitore del bene del Paese, non appartenente a nessun partito e che incarnava l'unità di tutte le persone, quali che fossero le loro convinzioni.
Nondimeno, era critico nei confronti della monarchia in Russia. Credeva che Nicola II fosse in larga misura il responsabile del crollo della Russia imperiale nel 1917. La sua abdicazione e quella successiva di suo fratello Michail Aleksandrovič furono errori cruciali che portarono all'abolizione della monarchia ed a quelle tremende conseguenze.
Fu critico anche nei confronti di vari esponenti della monarchia che erano emigrati, come Kirill Vladimirovič Romanov, auto-proclamatosi nuovo zar in esilio.

### Punto di vista su fascismo e antisemitismo
Un certo numero di opere di Il’in (comprese quelle scritte dopo la sconfitta tedesca nel 1945) sostenevano il fascismo. In un primo tempo, egli vide Adolf Hitler come un difensore della civiltà dal bolscevismo ed approvò il modo in cui Hitler, a suo avviso, aveva derivato l’antisemitismo dall'ideologia dei bianchi russi. Nel 1933 pubblicò un articolo intitolato National Socialism. A New Spirit ("Nazionalsocialismo. Un nuovo spirito") a sostegno della presa di potere in Germania da parte dei nazisti.
Il'in fu accusato di antisemitismo da Roman Gul, uno scrittore uscito dalla Russia. Secondo una lettera scrittagli da Gul, questi espresse profonda indignazione per i sospetti di Il'in che tutti coloro che erano in disaccordo con lui fossero ebrei.

## Influenza
Il pensiero di Il'in influenzò vari autori russi del XX secolo, fra i quali Aleksandr Solzhenitsyn, Aleksandr Dugin e molti autori nazionalisti. A partire dal 2005, a tutto il 2015 erano stati pubblicati in lingua russa 23 volumi delle sue opere.
In particolare, il regista Nikita Mikhalkov è stato determinante nel diffondere le idee di Il'in nella Russia post-sovietica. È stato autore di diversi articoli su Il'in e ha avuto l'idea di trasferire le sue spoglie dalla Svizzera al Monastero Donskoj a Mosca, presso il quale il filosofo aveva vagheggiato di trovare il proprio ultimo ritiro. La cerimonia di risepoltura si è tenuta nell'ottobre 2005.
Alla morte della moglie di Il'in nel 1963, lo studioso suo allievo Nikolai Poltoratzky fece portare i manoscritti e le carte di Il'in da Zurigo alla Michigan State University, dove Il'in aveva insegnato russo. Nel 2006, quest'ultima lì trasferì al Russian Culture Fund, affiliato al Ministero della Cultura russo.
Il'in è stato citato a più riprese dal presidente russo Vladimir Putin, ed è considerato da alcuni osservatori una delle principali ispirazioni ideologiche di Putin, il quale fu personalmente coinvolto nel trasferimento delle sue spoglie in Russia e nel 2009 consacrò la sua tomba.

## Opere principali
- La filosofia di Hegel come dottrina della concretezza di Dio e dell'uomo (Философия Гегеля как учение о конкретности Бога и человека, 2 volumi, 1918; in tedesco: Die Philosophie Hegels als kontemplative Gotteslehre, 1946)
- Resistenza al male con la forza (О сопротивлениии злу силою, 1925).
- La via della rinascita spirituale (1935).
- Fondamenti della lotta per la Russia nazionale (1938).
- Le basi della cultura cristiana (Основы христианской культуры, 1938).
- Sulla Russia futura (1948).
- Sull'essenza della coscienza della legge (О сущности правосознания, 1956).
- La via dell'introspezione (Путь к очевидности, 1957).
- Assiomi dell'esperienza religiosa  (Аксиомы религиозного опыта, 2 volumi, 1953).
- Su Monarchia e Repubblica (О монархии и республики, 1978)